# Mania Arko
Mania Arko – polska aktorka żydowskiego pochodzenia, która zasłynęła głównie z ról w przedwojennych żydowskich filmach i sztukach teatralnych w języku jidysz.

## Filmografia
- 1912: Got fund nekome (film na podstawie dramatu Szaloma Asza pod tym samym tytułem)[1]
- 1912: Sierota Chasia (w roli Chasi)[2]